# 2025年世界水泳選手権フィジー選手団
2025年世界水泳選手権フィジー選手団は、2025年7月11日から8月3日までシンガポールで開催された第22回世界水泳選手権のフィジー選手団、およびその競技結果。

## 選手団
- 人員: 選手 4人

## 選手名簿・結果
| 選手                     | 種目              | 予選      | 予選 | 準決勝   | 準決勝   | 決勝     | 決勝     |
| 選手                     | 種目              | 結果      | 順位 | 結果     | 順位     | 結果     | 順位     |
| ------------------------ | ----------------- | --------- | ---- | -------- | -------- | -------- | -------- |
| デヴィッド・ヤング       | 男子50m自由形     | 22秒32    | 35位 | 予選敗退 | 予選敗退 | 予選敗退 | 予選敗退 |
| デヴィッド・ヤング       | 男子50mバタフライ | 24秒11    | 40位 | 予選敗退 | 予選敗退 | 予選敗退 | 予選敗退 |
| サミュエル・ヤリマイワイ | 男子50m平泳ぎ     | 28秒54    | 52位 | 予選敗退 | 予選敗退 | 予選敗退 | 予選敗退 |
| サミュエル・ヤリマイワイ | 男子100m平泳ぎ    | 1分06秒37 | 62位 | 予選敗退 | 予選敗退 | 予選敗退 | 予選敗退 |
| アナヒラ・マカッチャン   | 女子50m自由形     | 25秒84    | 40位 | 予選敗退 | 予選敗退 | 予選敗退 | 予選敗退 |
| アナヒラ・マカッチャン   | 女子100m自由形    | 57秒76    | 43位 | 予選敗退 | 予選敗退 | 予選敗退 | 予選敗退 |
| マルセレイマ・モス       | 女子50m背泳ぎ     | 32秒34    | 58位 | 予選敗退 | 予選敗退 | 予選敗退 | 予選敗退 |
| マルセレイマ・モス       | 女子200m背泳ぎ    | 2分30秒72 | 41位 | 予選敗退 | 予選敗退 | 予選敗退 | 予選敗退 |